# Securitypatch
Met de term securitypatch wordt in de informatica vooral een aanpassing bedoeld om computerprogramma's, die het veilig werken met de computer in het geding brengen, te repareren. Het gaat dus om een fix door middel van een kleine update met als doel een ontoelaatbare tekortkoming, welke een beveiligingsrisico veroorzaakt, te herstellen. Deze beveiligingsrisico's spelen vooral bij verbinding van de computer met internet. In plaats van securitypatch spreekt men ook wel over beveiligingsupdate.
De te repareren beveiliginglekken kunnen zowel in besturingssysteemsoftware als applicatiesoftware voorkomen.
Een securitypath wordt aangebracht door middel van patchsoftware, die extra op de computer moet worden geïnstalleerd, om eerder geïnstalleerde software aan te passen.
Voor sommige populaire besturingssystemen zijn vrijwel wekelijks nieuwe securitypatches beschikbaar. Een probleem vormen oudere besturingssystemen zoals Windows 98 en Windows Millennium Edition, waarvoor geen nieuwe securitypatches meer verschijnen. 
Vaak worden securitypatches in categorieën van belangrijkheid ingedeeld. Securitypatches in een categorie zoals "Belangrijk" of "Verplicht" ("Mandatory") worden geacht zo spoedig mogelijk te worden geïnstalleerd. Daardoor kunnen gevaren zoals internetfraude verminderd worden.
Securitypatches of beveiligingsupdates zijn niet hetzelfde als updates voor virusscanners, virusdefinities en andere beveiligingsprogramma's tegen malware. Het is van groot belang om beide soorten updates te installeren. Vaak kan ingesteld worden dat dergelijke updates automatisch gedownload en geïnstalleerd worden.